# الثورة الجزائرية في الشعر العراقي
الثورة الجزائرية في الشعر العراقي هو عمل ميداني قام به الدكتور عثمان سعدي عندما كان سفيرا للجزائر بالعراق بالسبعينيات، كانت حصيلته جمع 255 قصيدة نظمها 107 شاعر وشاعرة، كلهم من العراق، وتضمن تراجم ميدانية للشعراء استمد جلها من استبيان وزعه المؤلف عليهم.
ذيلت القصائد بأكثر من 1800 هامش، تضمنت شرح كلماتها، والتعريف بالأعلام والأماكن الواردة فيها. ضم أشهر الشعراء العرب المعاصرين من أمثال: محمد مهدي الجواهري، وبدر شاكر السياب، وعبد الوهاب البياتي، ونازك الملائكة وغيرهم.
يقول الكاتب الجزائري عثمان سعدي:
| الثورة الجزائرية في الشعر العراقي | في السبعينيات من القرن الماضي عملت سفيرا في العراق وسورية، فجمعت الشعر الذي نظم في الثورة الجزائرية في هذين القطرين، نشرت عشرات الإعلانات ووصلتني قصائد لا من المدن الكبرى فقط وإنما من عشرين مدينة وقرية في كل قطر. في العراق نُشر لي ما جمعته في كتاب عنوانه (الثورة الجزائرية في الشعر العراقي) ضم 255 قصيدة نظمها 107 شاعر وشاعرة من 19 مدينة وقرية عراقية منهم شعراء كبار مثل محمد مهدي الجواهري، وبدر شاكر السياب، وعبد الوهاب البياتي، ونازك الملائكة، الكتاب في ألف صفحة، طبع في جزأين ثلاث طبعات بالعراق والجزائر. | الثورة الجزائرية في الشعر العراقي |

## موضوعات شعر الثورة الجزائرية بالعراق
حظيت الثورة الجزائرية بإجماع الوجدان العربي، ووقف منها المواطن العربي موقف المؤيد المتحمس لأحداثها.[بحاجة لمصدر] وليس من السهل حصر سائر الموضوعات التي تطرق إليها شعراء الثورة الجزائرية بالعراق. لأنها موضوعات كثيرة ومتعددة ومتنوعة ومتشعبة. فعدد هذه القصائد يربو على 250 قصيدة، منها القصيدة الموغلة في التقليدية والعمودية، ومنها القصيدة العمودية المتجددة أو الحديثة، ومنها القصيدة المتحررة من جميع قيود القافية وقوالب شطري البيت. وشعر كهذا غني بموضوعاته، لأنه تناول أحداث الثورة الجزائرية الكثيرة. ومن هذه الموضوعات:
- قوة الثورة وصلابتها.
- وصف بطولات الثوار.
- معارك جيش التحرير الوطني.
- ثورة الجزائر كأمل للعروبة ومثال للكفاح.
- جميلة بوحيرد ونضال المرأة الجزائرية.
- فرنسا وحلفاؤها كما صورها الشعراء العراقيون.
- فرحة إعلان الاستقلال والجمهورية.